# Raimundos
Raimundos est un groupe brésilien de rock, originaire de Brasilia. Le nom vient de l'une de leurs plus grandes influences, le groupe Ramones. Avec huit albums à leur actif, trente ans d'existence et plus de cinq millions d'exemplaires vendus, ils sont l'un des principaux groupes des années 1990,.

## Histoire

### Première phase (1987–1990)
Le groupe est formé en 1987 à Brasilia par les voisins Digão à la batterie et Rodolfo Abrantes à la guitare, influencés par les groupes Dead Kennedys, Suicidal Tendencies et Ramones, dont ils font d'ailleurs la couverture. À l'époque, il leur manque un bassiste et Canisso rejoint le duo.
Le premier concert du groupe a lieu chez Gabriel Thomaz, chanteur d'Autoramas, lors du réveillon du Nouvel An 1988. Fred Castro, présent à ce concert, devient le batteur du groupe. Parmi leurs influences, les Raimundos ont également intégré la culture du nord-est, en partie grâce au compositeur de forró Zenilton, considéré par les membres du groupe comme leur plus grande influence du nord-est. Rodolfo se souvient plus tard : « Ma famille est originaire de Paraíba, et je me souviens qu'à partir de l'âge de dix ans, j'allais toujours à ces barbecues avec mes parents. Ils jouaient du forró tout le temps, et je trouvais ça nul. Je n'aimais les chansons de Zenilton qu'à cause des paroles sales, je pensais que c'était vraiment cool ».
Le rythme du groupe reste constant jusqu'à sa séparation en 1990 : Canisso commence des études de droit à l'université de Brasilia et a des enfants ; Digão arrête la batterie à cause de problèmes d'audition et se met à la guitare ; Rodolfo commence à son tour à chanter dans le groupe Royal Street Flesh, se marie et déménage à Rio de Janeiro.

### Retour et succès (1992–1997)
Le groupe revient sur le devant de la scène en 1992, à l'occasion d'un concert dans un bar de Goiânia. Digão s'étant mis à la guitare, le groupe se met à la recherche d'un batteur, utilisant même une boîte à rythmes,. L'année suivante, le groupe enregistre une cassette démo contenant Nega Jurema, Marujo, Palhas do Coqueiro et Sanidade, et commence à se faire connaître dans tout le pays. Le groupe est reconnu par les médias et d'autres groupes, et est invité à jouer à Rio de Janeiro. À cette époque, ils font la première partie des concerts de Camisa de Vênus et Ratos de Porão au Circo Voador, ainsi qu'une saison pour Titãs. En 1994, ils sortent leur premier album, intitulé Raimundos, sur le label Banguela de Titãs. L'album est bien accueilli et se vend à plus de 150 000 exemplaires. Le son lourd, avec des paroles pleines de jurons et de fortes influences du nord-est, attire l'attention des médias et du public, avec des chansons comme Puteiro em João Pessoa. Le grand succès de l'album est la ballade porno-érotique Selim, qui fait exploser les ventes et fait connaître le groupe dans tout le pays. L'album est extrêmement important pour la scène musicale brésilienne, en raison de son son innovant (étiqueté « forrócore ») et du fait qu'il est l'un des responsables de « l'ouverture des portes » pour le rock dans les années 1990, influençant pratiquement tous les groupes qui se sont formés par la suite,.
En 1995, ils retournent en studio pour enregistrer Lavô Tá Novo sur le label Warner Music Brasil. Mettant l'accent sur le punk hardcore plutôt que sur le forró, il produit des succès tels que Esporrei Na Manivela, Pitando No Kombão, O Pão da Minha Prima et I Saw You Saying (That You Say That You Saw) et dépasse les ventes de l'album original,. Les Raimundos consolident leur réputation en participant aux festivals Monsters of Rock et Hollywood Rock, où ils jouent aux côtés de groupes pionniers comme Motorhead et Iron Maiden. En 1996, le groupe sort un coffret comprenant un CD, une bande dessinée et une cassette VHS intitulé Cesta Básica. En 1997, ils se redent à Los Angeles pour enregistrer Lapadas do Povo. L'album met de côté les paroles et les mélodies amusantes et investit dans des paroles plus lourdes et plus sérieuses. Parmi les chansons, on trouve Andar na Pedra avec un clip mettant en scène l'acteur Matheus Nachtergaele, un réenregistrement de Oliver's Army d'Elvis Costello et reprise d'une chanson des Ramones, Pequena Raimunda (Ramona). Malgré les bonnes critiques, l'album se vend moins bien que ses prédécesseurs,. Pour ne rien arranger, lors d'un concert dans la ville de Santos, sur la côte de São Paulo, l'une des barrières où le public sortait s'est effondrée, tuant huit personnes et en blessant 67. Qualifié par la suite d'« éternellement blessé », le groupe est ébranlé par l'événement et annule plusieurs concerts,.
En 1999, le groupe renoue avec le succès avec Só no Forévis, l'album le plus vendu du groupe. Fait curieux, le premier tirage du CD est volé, ce qui vaut à Raimundos d'apparaître dans les pages police et culture des journaux. Hormis cet incident mineur, tout redevient comme avant, avec des paroles plus débauchées et humoristiques, comme aux débuts du groupe. L'album obtient plusieurs succès à la radio et sur MTV Brésil, comme A mais Pedida, Me Lambe, et Mulher de Fases, considérée comme la chanson emblématique du groupe. Au total, l'album se vend à environ deux millions d'exemplaires et devient l'un des albums les plus achetés de tous les temps dans le pays. Pour couronner cette grande phase, le groupe a sorti le 27 octobre 2000 MTV Ao Vivo, un double album enregistré en direct lors d'un concert en mai, à Curitiba et São Paulo, sous la production de MTV Brésil,,.

### Départ et déclin de Rodolfo (2001–2006)
En janvier 2001, en pleine promotion de MTV Ao Vivo, Rodolfo se convertit au néo-pentecôtisme. Le 13 juin, le jour même de la sortie de la version DVD de l'album, il annonce qu'il quitte le groupe. À l'époque, il justifie son départ en déclarant que les paroles des chansons deviennent incompatibles avec sa nouvelle vie et qu'il ne se sent plus à l'aise pour les interpréter : « Je vois que nous avons eu beaucoup d'espace [dans les médias] et que je n'ai rien dit aux gens. Tu sais, j'ai vraiment besoin de faire du [punk] hardcore. C'est le rythme que j'aime, mais je veux dire quelque chose de gentil. Nous avions un si grand espace et nous ne l'utilisions pour rien. Nous parlions de « papier sur lequel chier ». La chanson est jouée mille fois à la radio en parlant de la plus grande connerie du monde ». Le chanteur cite également la chanson 20 e Poucos Anos, de Fábio Jr., ensuite réenregistrée par Raimundos, comme source d'inspiration pour l'aider à réfléchir à sa décision,. Le départ de Rodolfo choque les fans et les autres membres, qui sont allés jusqu'à déclarer la fin du groupe, justifiant que « cela n'avait pas de sens de continuer, Raimundos était quatre amis ». Cependant, le groupe avait toujours un contrat avec Warner, qui prévoyait la sortie d'un disque supplémentaire. Par conséquent, ils ont choisi de ne pas enregistrer de nouveaux morceaux, mais d'utiliser ce qu'ils avaient déjà dans leur collection pour remplir le contrat.
Avec le soutien de ses fans, le groupe reconsidère la fermeture de ses activités, et avec l'annonce de la sortie de l'album Éramos Quatro en octobre 2001, ils présentent également leur nouveau line-up, maintenant avec Digão, ainsi que le guitariste, le chanteur et Marquim (ex-Peter Perfeito) à la deuxième guitare. Le premier concert du nouveau groupe Raimundos a lieu le 28 octobre 2001, lors d'un festival promu par Rádio Mix à Anhembi, En 2002, toujours sur le label Warner, ils sortent leur premier album inédit avec le nouveau groupe, Kavookavala. 

### Projets parallèles (2007–2009)
En mars 2007, alors que Raimundos était loin des médias, Fred et Alf annoncent un nouveau projet parallèle avec le groupe, Supergalo. En juin, le départ des deux hommes est annoncé par Raimundos, et Canisso est appelé pour jouer deux concerts avec le groupe, qui avait déjà Caio comme nouveau batteur. En août 2007, c'était au tour de Digão de commencer un projet parallèle avec Raimundos, aux côtés de Denis Porto, ancien chanteur du groupe de Rio de Janeiro, Mr. Avec la sortie de l'album du duo, MuitAMORdomia, et les déclarations de Digão sur le fait que Raimundos n'était plus sa priorité musicale à l'époque.

### Dernières sorties (depuis 2010)
Avec le décès de Canisso en mars 2023, Raimundos annonce rapidement que le roadie du groupe, Jean Moura, prendrait la relève en tant que bassiste pour remplir le calendrier des concerts. Jean avait déjà répété avec Canisso pour d'éventuels remplacements,.
Le premier concert du groupe avec Jean a lieu 12 jours après le décès de Canisso, le 25 mars. Le spectacle a lieu à Cláudio, une ville du Minas Gerais, lors de la 6e Rencontre motocycliste de Cidade Carinho,. En juin 2023, Raimundos, en partenariat avec la station de radio 89 FM, a promu un spectacle en l'honneur de Canisso, qui comprenait plusieurs noms de la musique nationale, y compris BNegão, Andreas Kisser, Dinho Ouro Preto, Supla, Di Ferrero, Fiuk, Vitor Kley, Gabriel Thomaz et Jimmy London. Le concert a lieu à Audio, à São Paulo, et tous les bénéfices sont versés à la famille de Canisso. En août 2024, Raimundos a lancé un projet pour célébrer le 30e anniversaire de leur premier album, dans lequel de grands artistes brésiliens réinterpréteront et enregistreront leurs titres au cours de l'année. La première chanson à sortir est Puteiro em João Pessoa, chantée par Marcelo Falcão.

## Discographie

### Albums studio
- 1994 : Raimundos
- 1995 : Lavô Tá Novo
- 1996 : Cesta Básica
- 1997 : Lapadas do Povo
- 1999 : Só no Forevis
- 2001 : Éramos 4
- 2002 : Kavookavala
- 2014 : Cantigas de Roda